# Anglais de Boston
L'anglais de Boston (Boston English) est une variation régionale de l'anglais parlé à Boston mais également dans tout l'est du Massachusetts. L'accent de Boston ressemble fortement aux accents du Rhode Island, du New Hampshire, du sud du Maine et de l'est du Connecticut. Ces régions sont souvent regroupées par les sociolinguistes sous le nom d’« accent de l'est de la Nouvelle-Angleterre » (Eastern New England accent). Un des locuteurs les plus connus de l'anglais de Boston est probablement le président John Fitzgerald Kennedy, né à Brookline dans la banlieue de Boston.
Les principales caractéristiques de l'accent de Boston sont le "r" non-rhotique et le broad A.

## Caractéristiques phonologiques
Toutes les transcriptions phonétiques utilisent l'alphabet phonétique international.
Exemple : How are you? [hoˈwaːjə]

### Non-rhoticité
L'accent traditionnel de Boston est non-rhotique, ce qui signifie que le phonème [r] n'est pas prononcé à la fin d'une syllabe ou juste avant une consonne. Ainsi, on n'entend pas de [r] dans des mots tels que park [paːk] (parc), car [kaː] (voiture) et Harvard [haːvəd]. Après une voyelle haute ou moyenne, le [r] est remplacé par [ə] ou par une autre voyelle centrale telle que [ɨ] : weird [wiɨd] (bizarre), square [skweə] (place). De même, l'accent tonique [ɝ] ("er") est remplacé par [ə], [ɐ] ou bien [ɨ] comme dans color [kʌlə] (couleur). Bien que la non-rhoticité ne se retrouve pas dans la façon de parler de tous les locuteurs, cette particularité reste largement associée à la région. Cet accent est souvent l'objet de blagues à propos de Boston, comme dans le livre America (The Book) de Jon Stewart, dans lequel il écrit que le Massachusetts a entièrement ratifié la constitution de 1780 de John Adams sauf la "lettre 'R'".
Dans l'anglais le plus classique et traditionnal de Boston, le son [ɔr] devient une voyelle postérieure [ɒ]: corn (maïs) est prononcé [kɒːn], de la même manière ou presque que con (escroquer). Le phonème [ɝ] accentué comme dans bird (oiseau) est remplacé par [ʏ] ([bʏd]).
L'accent de Boston possède à la fois des consonnes r de liaison et des consonnes r intrusives : c’est-à-dire qu'un [r] ne sera pas éliminé à la fin d'un mot si le mot suivant commence par une voyelle et par conséquent, un [r] se trouvera après un mot finissant par une voyelle centrale ou basse si le mot suivant commence par une voyelle : the tuner is et the tuna is seront prononcés de la même façon [ðə tunərɪz].
Certains locuteurs qui, de naissance, sont non-rhotiques ou partiellement non-rhotiques, tentent de modifier leurs accents en rajoutant un [r] en dernière position de certains mots. Par exemple, dans l'émission Car Talk de la National Public Radio, qui accueillit les frères Magliozzi natifs de Boston, un des invités a repris l'autre en direct pour avoir dit [kaː] au lieu de [kɑɹ]. Parfois, certains locuteurs pratiquent l'hypercorrection et ajoutent un [r] à la fin d'un mot qui n'en comprend pas, comme avec le terme idea (idée).
Un certain nombre de locuteurs avec l'accent de Boston parlent avec rhoticité mais suppriment le [r] seulement dans les syllabes non-accentuées ou avant une consonne.

## Personnalité américaine ayant l’accent de Boston
- Ben Affleck, acteur américain né en Californie mais qui a grandi à Cambridge dans le Massachusetts, dans le film Will Hunting (pas d'accent en temps normal)
- Chick Corea, pianiste de jazz et jazz-rock né à Chelsea dans le Massachusetts
- Matt Damon, né à Cambridge, dans les films Will Hunting et Les Infiltrés (pas d'accent en temps normal)
- Sully Erna, chanteur du groupe metal Godsmack, né dans le Massachusetts
- Edward "Ted" Kennedy, homme politique américain démocrate
- John Fitzgerald Kennedy, homme politique américain démocrate
- Robert Francis Kennedy, homme politique américain démocrate
- Denis Leary, acteur, scénariste, producteur, compositeur et réalisateur américain
- Joe McIntyre, ancien membre des New Kids on the Block
- George J. Mitchell, ancien sénateur du Maine
- Tip O'Neill, membre de la Chambre des représentants des États-Unis
- Joe Quimby, maire dans la série Les Simpson (parodie de l'accent des Kennedy)
- Donnie Wahlberg, acteur et compositeur américain
- Mark Wahlberg, acteur américain, plus particulièrement dans le film Fear.

## Exemple d’accents de Boston
- Femme de 37 ans née à Boston
- Homme de 73 ans né à Boston
- International Dialects of English Archive Since 1997: Dialects Of Massachusetts (exemple d'accents de personnes nées ou ayant grandi à Boston)

## Cartes
- University of Pennsylvania's TELSUR PROJECT: The North Central Region
- University of Pennsylvania's TELSUR PROJECT: Inland North
- University of Pennsylvania's TELSUR PROJECT: The Northeast: New England to NYC
- University of Pennsylvania's TELSUR PROJECT:The Midland: North and South
- University of Pennsylvania's TELSUR PROJECT: The South
- University of Pennsylvania's TELSUR PROJECT: The West